# Theodor Gottlieb von Hippel der Jüngere

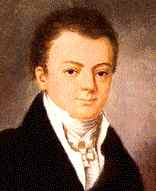
Theodor Gottlieb von Hippel

Theodor Gottlieb Hippel, ab 1790 von Hippel (* 13. Dezember 1775 in Gerdauen; † 10. Juni 1843 in Bromberg) war ein preußischer Staatsmann. Für Friedrich Wilhelm III. verfasste er 1813 den Aufruf An Mein Volk.

## Leben
Hippels Eltern waren Gotthard Friedrich Hippel (1743–1809), Pfarrer in der Kirche zu Arnau, und Henriette geb. Stogler (1750–1779). Nachdem die Mutter früh gestorben war, schickte der Vater den Jungen auf die Burgschule in Königsberg. Er wuchs in der strengen Obhut seines gleichnamigen Onkels Theodor Gottlieb von Hippel des Älteren auf, der ihn 1786 adoptierte. Sowohl sein Vater als auch dessen Bruder Theodor Gottlieb Hippel wurden mit mehreren Vettern am 3. Januar 1790 in Wien in den Reichsadelsstand erhoben. Die preußische Adelsanerkennung für dieselben folgte am 6. November 1790 in Berlin.
Nach Abschluss der Schule widmete Hippel sich an der Albertus-Universität Königsberg der Rechtswissenschaft. Mit 19 Jahren war er Auskultator, mit 20 Referendar, mit 24 Land- und Kreisjustizrat bei der Regierung in Marienwerder. 1810 wurde er Mitarbeiter des Staatskanzlers Karl August von Hardenberg, 1811 Staatsrat. Als solcher verfasste er 1813 den berühmten Aufruf König Friedrich Wilhelms III. An Mein Volk, in dem sich erstmals ein preußischer Monarch an seine Untertanen wandte, um ihnen seine Politik zu erklären. Er schied 1814 aus dem Ministerium aus und kehrte nach Marienwerder zurück. Er wurde zunächst Vizepräsident und schließlich Chefpräsident der westpreußischen Regierung in Marienwerder. 1823 wurde er Regierungspräsident in Oppeln. 1837 nahm er seinen Abschied. Da er sein vom Onkel geerbtes Gut Leistenau bereits 1835 hatte verkaufen müssen, lebte er zunächst in Berlin, dann bis zu seinem Tod in Bromberg. Dort wurde am 18. Oktober 1900 ihm zu Ehren ein Denkmal mit Reliefportrait enthüllt.

## Werk

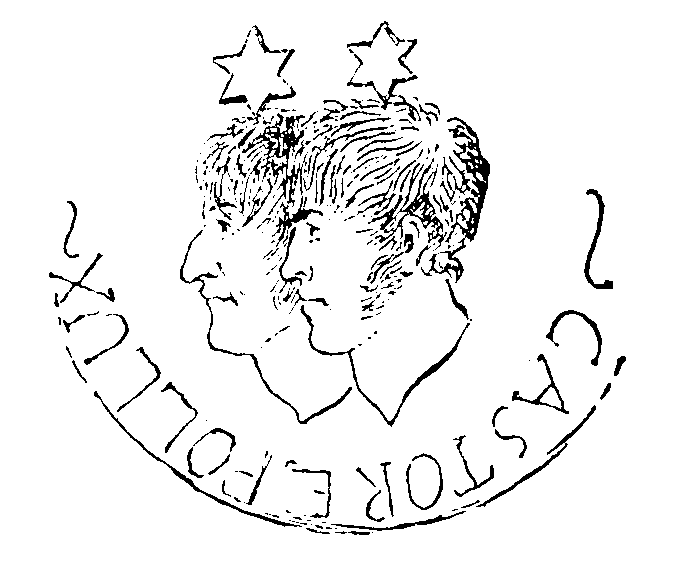
Hoffmann und Hippel als Castor e Pollux, Federzeichnung Hoffmanns 1803

Hippel gehörte zum Mitarbeiterkreis der preußischen Reformer. Er unterstützte eine Verbesserung des Volksschulwesens. In Schlesien trat er für den teilweisen Unterricht in der (polnischen) Muttersprache ein.

## Freundschaft mit E. T. A. Hoffmann
1786 lernte der junge Hippel in einem Landhaus in Arnau bei Königsberg den fast gleichaltrigen Ernst Theodor Wilhelm Hoffmann kennen, den zukünftigen Dichter, Komponisten, Kapellmeister, Zeichner und Juristen, der seinen dritten Vornamen später aus Verehrung für Mozart in Amadeus umänderte. Beide besuchten die Burgschule und schlugen die juristische Laufbahn ein, wobei Hippel – auch aufgrund seiner adligen Abstammung – schneller Karriere machte. Von 1794 bis 1809 fand ein reger und sehr inniger Briefwechsel statt. Schon in dieser Zeit konnte Hippel den in Not geratenen Freund finanziell unterstützen. Dann brach die Verbindung ab. Als sie sich 1814 wiedertrafen, konnte Hippel dem in wirtschaftliche Schwierigkeiten geratenen Hoffmann zu einer Tätigkeit am Berliner Kammergericht verhelfen. Auch während der Meister-Floh-Affäre zu Beginn des Jahres 1822 versuchte Hippel, seinen Einfluss zugunsten Hoffmanns geltend zu machen. Er stand diesem bis zum 14. April am Krankenbett bei, ehe er nach Marienwerder zurückreisen musste. Bei seinem Abschied weinte Hoffmann „– was bei ihm eine seltene Erscheinung – bitterlich“, bezeugt Hoffmanns Biograph Julius Eduard Hitzig, der Hoffmann bis zu seinem Tod am 25. Juni 1822 begleitete.

## Freimaurerei
1797 wurde Hippel in den Bund der Freimaurer aufgenommen. Seine Mutterloge war die „Viktoria zu den drei gekrönten Türmen“ in Marienburg. Hippel war außerdem ein Mitstifter der Marienwerderschen Loge „Zur goldenen Harfe“, die 1803 unter der Jurisdiktion der Großen National-Mutterloge „Zu den drei Weltkugeln“ (3WK) gegründet wurde. In Anerkennung seiner Verdienste wählten ihn die dortigen Brüder im Jahre 1815 zum Meister vom Stuhl.

## Familiäres
Hippel heiratete 1798 Jeanette von Gruszczyńska (1783–1840). Sie hatten 4 Söhne und 5 Töchter, darunter:
- Theodor Gottlieb Karl (* 16. Januar 1799; † 29. Januar 1881), preußischer Oberförster

⚭ 1823 Charlotte Quednau (* 15. September 1804; † 10. September 1827)
⚭ 1829 Klara von Gentzkow (* 16. August 1807)
- Wilhelmine (* 28. Mai 1800; † 2. Mai 1835) ⚭ 1820 Heinrich Krüger, Oberstleutnant
- Georg (1802–1878), zuletzt Geheimer Regierungsrat in Gumbinnen ⚭ 1832 Gräfin Ulrike Therese Julie Christian von Schwerin (* 28. Februar 1808; † 24. April 1869)
- Johanne Marie Eugenie  (* 31. März 1804; † 20. Mai 1850) ⚭ 1822 Freiherr Johann Eduard von Schleinitz (1798–1869), Oberpräsident der Provinz Schlesien
- Friederike Luise Alexandra (* 21. Januar 1807; † 4. Dezember 1865) ⚭ 1826 Friedrich von Heyden (1789–1851)
- Franziska Adelheid Albertine (* 27. Oktober 1808; † 2. August 1876) ⚭ 1828 Theodor Bach, Dr. Phil. († 17. Januar 1841)
- Bernhard (* 28. Oktober 1810; † 1875), Herr auf Kochsdorf ⚭ 1844 Clara Cämmerer (* 1826; † 29. Juni 1878)
- Karoline Auguste (* 3. April 1815; † 7. Juni 1844) ⚭ 1842 Robert von Schaper († 10. März 1883). Major a. D.
- Gotthard (* 22. Oktober 1821; 1884) K.u.K. Leutnant a. D.

## Schriften
- Aufruf des Königs An mein Volk. 1813.
- Erinnerungen an Hoffmann. 1822.
- Beiträge zur Charakteristik Friedrich Wilhelms III. Levit, Bromberg 1841 (Digitalisat).